# Suwarsih Djojopuspito
Suwarsih Djojopuspito, née le 20 avril 1912 à Buitenzorg et morte le 24 août 1977 à Yogyakarta, est une auteure indonésienne, considérée comme l'une des plus importantes écrivaines féministes indonésiennes, active à partir des années 1940,. Parmi ses œuvres les plus connues figurent le roman semi-autobiographique Buiten het gareel (1940) et le recueil de nouvelles Empat Serangkai (1954). Elle fait partie de la première vague d'auteures féministes en Indonésie avant le Nouvel Ordre, et est l'une des premières femmes écrivaines (avec Sariamin Ismail, Fatimah Hasan Delais et Saadah Alim) à être publiée par la maison d'édition publique Balai Pustaka,.

## Biographie
Suwarsih naît dans le quartier de Cibatok, dans la commune actuelle de Bogor, le 20 avril 1912. Son père, Raden Bagoes Noersaid Djojosapoetro, est un marchand et sa mère Hatidjah est issue d'une famille chinoise musulmane. Son père croit en l'égalité entre hommes et femmes, c'est pourquoi il fait de gros efforts pour leur donner une bonne éducation. Il inscrit ses filles à l'école Kartini ainsi qu'à l'école MULO de Buitenzorg ; Suwarsih y entre en 1918. Après 1928, elle s'inscrit à l'école de formation du corps enseignant de Surabaya, dont elle sort diplômée en 1930. Elle est l'une des deux seules Javanaises sur les trente élèves de sa cohorte.
Au cours de ses études pour devenir enseignante, elle s'implique dans le mouvement nationaliste indonésien. Sa sœur Suwarni participe à une « école sauvage » à Bandung, qui n'accepte pas d'argent public et tente de donner une éducation de style européen à de jeunes étudiants nationalistes. Après avoir obtenu son diplôme d'enseignante, Suwarsih commence à enseigner dans l'une de ces écoles nationalistes à Batavia,. Elle y rencontre son mari, Soegondo Djojopoespito, et ils se marient en 1932. Ils continuent à enseigner dans diverses écoles de Java tout au long des années 1930, à Semarang, Bandung et Batavia.
À la fin des années 1930, alors qu'elle travaille encore comme institutrice, elle publie des essais en néerlandais soutenant par exemple l'abolition de la polygamie.
C'est à cette époque qu'elle commence à écrire des romans semi-autobiographiques: Marjanah et Buiten het gareel. C'est l'un des rares romans écrits en néerlandais par une Indonésienne. Buiten het gareel décrit la vie des enseignants indonésiens dans les « écoles sauvages », leur dévouement au mouvement nationaliste de Sukarno et leurs luttes contre la pauvreté et l'exclusion,. Elle écrit d'abord un roman autobiographique similaire en sundanais et tente de le faire imprimer par l'intermédiaire de l'imprimerie gouvernementale, Balai Pustaka. Cependant, il est rejeté comme inapproprié en raison de ses thèmes nationalistes, et peut-être aussi en raison de problèmes liés à un style d'écriture trop complexe,. Elle discute de la question avec le critique littéraire Edgar du Perron, qui lui suggère de le réécrire ou de le retravailler en langue néerlandaise,. Il est publié sous cette forme en 1940, puis à nouveau dans une deuxième édition en 1946. Cette deuxième édition, préfacée par du Perron, reçoit plus d'attention et est largement commentée dans la presse littéraire néerlandaise,. Durant cette période, elle contribue régulièrement au magazine littéraire politique Kritiek en Opbouw,.
Après l’indépendance de l’Indonésie, Balai Pustaka continue d’exister sous une nouvelle forme qui n’est plus hostile aux discours nationalistes. Suwarsih peut ainsi commencer à publier là-bas ; d'abord Marjanah, qu'elle avait écrit en soundanais dans les années 1930, y paraît en 1959, puis une traduction en langue indonésienne du texte néerlandais de Buiten het gareel sous le titre Manusia Bebas (« peuple libre ») en 1975. Elle écrit un certain nombre de nouvelles en indonésien au cours de la période qui suit l'indépendance, dont certaines sont publiées dans Star Weekly et d'autres magazines.
Son dernier roman, Maryati, n'est publié à titre posthume qu'en 1982. Ce roman est lui aussi en grande partie autobiographique et décrit les expériences d'une adolescente indonésienne à Bogor en 1928.
Suwarsih meurt le 24 août 1977. Elle est enterrée au cimetière Taman Wijayabrata Tamansiswa à Yogyakarta.

## Œuvres
- Buiten het gareel, Utrecht, De Haan Uitgevery, 1940 (lire en ligne)
- Tudjuh tjeritera pendek (Pustaka Rakjat, Jakarta, 1951)
- Empat serangkai, Kumpulan tjerita pendek (Pustaka Rakyat, Jakarta, 1954)
- Riwayat hidup Nabi Muhammad s.a.w. (Bulan Bintang, Jakarta, 1956)
- Marjanah ( Balai Pustaka, Jakarta 1959) publié en sundanais, c'était le manuscrit autobiographique original qui avait été rejeté par Balai Pustaka pendant la période néerlandaise[6].
- Siluman Karangkobar (Pembangunan, Jakarta, 1963)
- Hati Wanita (Pembangunan, Jakarta, 1964)
- Manusia bebas (traduction indonésienne de Buiten het gareel ) (Djambatan, Jakarta, 1975)
- Maryati (Pustaka Jaya, Djakarta, 1982)